# Sainte-Céronne-lès-Mortagne
Sainte-Céronne-lès-Mortagne è un comune francese di 306 abitanti situato nel dipartimento dell'Orne nella regione della Normandia.

## Società

### Evoluzione demografica
Abitanti censiti